# Laeva
 (avril 2021).
Si vous disposez d'ouvrages ou d'articles de référence ou si vous connaissez des sites web de qualité traitant du thème abordé ici, merci de compléter l'article en donnant les références utiles à sa vérifiabilité et en les liant à la section « Notes et références ».
Laeva (autrefois Laiwa) est un village estonien qui est le siège administratif de la commune de Laeva dans la région de Tartu. Sa population, en constante diminution, était de 451 habitants au 1er janvier 2011. Ce village faisait partie depuis le XVIIIe siècle des terres de la famille von Igelström du temps de l'Empire russe.